# MaskeX (album)
MaskeX – reedycja zakazanego albumu Maske, rapera Sido. Na płytę dodano dwa nowe utwory, AF-song (remix), który zastąpił zakazany utwór Endlich Wochenende oraz G Mein Weg.

## Lista utworów
1. Interview (2.17)
2. Aus’m Weg (4.23)
3. Steig ein (3.37)
4. Mein Block (4.08)
5. Maske (3.28)
6. Mama ist stolz (4.17)
7. Sido und die Drogen (1.37)
8. AF-song (remix) (4.23)
9. 3 Leben (feat. Tony D & Mesut) (4.34)
10. Knast (feat. MOK) (5.22)
11. Taxi (feat. Olij Banjo) (3.06)
12. Fuffies im Club (3.47)
13. Was hat er? (feat. Olij Banjo) (4.09)
14. Glas hoch (feat. Harris) (4.59)
15. Die Sekte (feat. Die Sekte) (5.04)
16. Ghettoloch (3.58)
17. Sido aus'm Block (1.21)
18. G Mein Weg (4.19)